# Okręg wyborczy South Gloucestershire
Okręg wyborczy South Gloucestershire powstał w 1950 r. i wysyłał do brytyjskiej Izby Gmin jednego deputowanego. Okręg obejmował południową część hrabstwa Gloucestershire. Został zlikwidowany w 1983 r.

## Deputowani do brytyjskiej Izby Gmin z okręgu South Gloucestershire
- 1950–1955: Anthony Crosland, Partia Pracy
- 1955–1974: Frederick Corfield, Partia Konserwatywna
- 1974–1983: John Cope, Partia Konserwatywna